# Unicodeblock Inschriften-Pahlavi
Der Unicodeblock Inschriften-Pahlavi (Inscriptional Pahlavi, U+10B60 bis U+10B7F) kodiert das sogenannte Inschriften-Pahlavi, einer der Pahlavi-Schriften, die zur Schreibung des Mittelpersischen verwendet wurden.
| Unicodenummer   | Zeichen (400 %) | Kategorie                               | Offizielle Bezeichnung                     | Beschreibung                                 |
| --------------- | --------------- | --------------------------------------- | ------------------------------------------ | -------------------------------------------- |
| U+10B60 (68448) | 𐭠               | anderer Buchstabe, Silbe oder Ideogramm | INSCRIPTIONAL PAHLAVI LETTER ALEPH         | Inschriften-Pahlavi-Buchstabe Aleph          |
| U+10B61 (68449) | 𐭡               | anderer Buchstabe, Silbe oder Ideogramm | INSCRIPTIONAL PAHLAVI LETTER BETH          | Inschriften-Pahlavi-Buchstabe Beth           |
| U+10B62 (68450) | 𐭢               | anderer Buchstabe, Silbe oder Ideogramm | INSCRIPTIONAL PAHLAVI LETTER GIMEL         | Inschriften-Pahlavi-Buchstabe Gimel          |
| U+10B63 (68451) | 𐭣               | anderer Buchstabe, Silbe oder Ideogramm | INSCRIPTIONAL PAHLAVI LETTER DALETH        | Inschriften-Pahlavi-Buchstabe Daleth         |
| U+10B64 (68452) | 𐭤               | anderer Buchstabe, Silbe oder Ideogramm | INSCRIPTIONAL PAHLAVI LETTER HE            | Inschriften-Pahlavi-Buchstabe He             |
| U+10B65 (68453) | 𐭥               | anderer Buchstabe, Silbe oder Ideogramm | INSCRIPTIONAL PAHLAVI LETTER WAW-AYIN-RESH | Inschriften-Pahlavi-Buchstabe Waw/Ajin/Resch |
| U+10B66 (68454) | 𐭦               | anderer Buchstabe, Silbe oder Ideogramm | INSCRIPTIONAL PAHLAVI LETTER ZAYIN         | Inschriften-Pahlavi-Buchstabe Zajin          |
| U+10B67 (68455) | 𐭧               | anderer Buchstabe, Silbe oder Ideogramm | INSCRIPTIONAL PAHLAVI LETTER HETH          | Inschriften-Pahlavi-Buchstabe Chet           |
| U+10B68 (68456) | 𐭨               | anderer Buchstabe, Silbe oder Ideogramm | INSCRIPTIONAL PAHLAVI LETTER TETH          | Inschriften-Pahlavi-Buchstabe Tet            |
| U+10B69 (68457) | 𐭩               | anderer Buchstabe, Silbe oder Ideogramm | INSCRIPTIONAL PAHLAVI LETTER YODH          | Inschriften-Pahlavi-Buchstabe Jod            |
| U+10B6A (68458) | 𐭪               | anderer Buchstabe, Silbe oder Ideogramm | INSCRIPTIONAL PAHLAVI LETTER KAPH          | Inschriften-Pahlavi-Buchstabe Kaph           |
| U+10B6B (68459) | 𐭫               | anderer Buchstabe, Silbe oder Ideogramm | INSCRIPTIONAL PAHLAVI LETTER LAMEDH        | Inschriften-Pahlavi-Buchstabe Lamed          |
| U+10B6C (68460) | 𐭬               | anderer Buchstabe, Silbe oder Ideogramm | INSCRIPTIONAL PAHLAVI LETTER MEM-QOPH      | Inschriften-Pahlavi-Buchstabe Mem/Koph       |
| U+10B6D (68461) | 𐭭               | anderer Buchstabe, Silbe oder Ideogramm | INSCRIPTIONAL PAHLAVI LETTER NUN           | Inschriften-Pahlavi-Buchstabe Nun            |
| U+10B6E (68462) | 𐭮               | anderer Buchstabe, Silbe oder Ideogramm | INSCRIPTIONAL PAHLAVI LETTER SAMEKH        | Inschriften-Pahlavi-Buchstabe Samech         |
| U+10B6F (68463) | 𐭯               | anderer Buchstabe, Silbe oder Ideogramm | INSCRIPTIONAL PAHLAVI LETTER PE            | Inschriften-Pahlavi-Buchstabe Pe             |
| U+10B70 (68464) | 𐭰               | anderer Buchstabe, Silbe oder Ideogramm | INSCRIPTIONAL PAHLAVI LETTER SADHE         | Inschriften-Pahlavi-Buchstabe Tzade          |
| U+10B71 (68465) | 𐭱               | anderer Buchstabe, Silbe oder Ideogramm | INSCRIPTIONAL PAHLAVI LETTER SHIN          | Inschriften-Pahlavi-Buchstabe Sin            |
| U+10B72 (68466) | 𐭲               | anderer Buchstabe, Silbe oder Ideogramm | INSCRIPTIONAL PAHLAVI LETTER TAW           | Inschriften-Pahlavi-Buchstabe Taw            |
| U+10B78 (68472) | 𐭸               | anderer Buchstabe, Silbe oder Ideogramm | INSCRIPTIONAL PAHLAVI NUMBER ONE           | Inschriften-Pahlavi-Ziffer Eins              |
| U+10B79 (68473) | 𐭹               | anderer Buchstabe, Silbe oder Ideogramm | INSCRIPTIONAL PAHLAVI NUMBER TWO           | Inschriften-Pahlavi-Ziffer Zwei              |
| U+10B7A (68474) | 𐭺               | anderer Buchstabe, Silbe oder Ideogramm | INSCRIPTIONAL PAHLAVI NUMBER THREE         | Inschriften-Pahlavi-Ziffer Drei              |
| U+10B7B (68475) | 𐭻               | anderer Buchstabe, Silbe oder Ideogramm | INSCRIPTIONAL PAHLAVI NUMBER FOUR          | Inschriften-Pahlavi-Ziffer Vier              |
| U+10B7C (68476) | 𐭼               | anderer Buchstabe, Silbe oder Ideogramm | INSCRIPTIONAL PAHLAVI NUMBER TEN           | Inschriften-Pahlavi-Ziffer Zehn              |
| U+10B7D (68477) | 𐭽               | anderer Buchstabe, Silbe oder Ideogramm | INSCRIPTIONAL PAHLAVI NUMBER TWENTY        | Inschriften-Pahlavi-Ziffer Zwanzig           |
| U+10B7E (68478) | 𐭾               | anderer Buchstabe, Silbe oder Ideogramm | INSCRIPTIONAL PAHLAVI NUMBER ONE HUNDRED   | Inschriften-Pahlavi-Ziffer Hundert           |
| U+10B7F (68479) | 𐭿               | anderer Buchstabe, Silbe oder Ideogramm | INSCRIPTIONAL PAHLAVI NUMBER ONE THOUSAND  | Inschriften-Pahlavi-Ziffer Tausend           |